# 1. Liga Kobiet 2005/06
Die Kobiety Ekstraliga 2005/06 war die 27. Auflage des polnischen Frauenfußballwettbewerbs, der Ekstraliga Kobiet. Meister wurde der Titelverteidiger KS AZS Wrocław. Nach der Reduzierung der teilnehmenden Vereine von 10 auf 6 gab es keine Aufsteiger.

## Abschlusstabelle
| Pl. | Verein                     | Sp. | S  | U | N  | Tore    | Diff. | Punkte |
| --- | -------------------------- | --- | -- | - | -- | ------- | ----- | ------ |
| 1.  | KS AZS Wrocław (M)         | 20  | 15 | 4 | 1  | 076:900 | +67   | 49     |
| 2.  | Medyk Konin (P)            | 20  | 14 | 1 | 5  | 053:260 | +27   | 43     |
| 3.  | Czarni Sosnowiec           | 20  | 11 | 4 | 5  | 039:210 | +18   | 37     |
| 4.  | Cisy Nałęczów              | 20  | 7  | 3 | 10 | 027:270 | ±0    | 24     |
| 5.  | Stilon Gorzów Wielkopolski | 20  | 5  | 1 | 14 | 013:680 | −55   | 16     |
| 6.  | Atena Poznań               | 20  | 1  | 1 | 18 | 011:680 | −57   | 04     |

| (M) | Polnischer Meister 2004/05 |
| (P) | Pokalsieger 2004/05        |

## Relegation
Die Relegation zwischen dem Fünften der 1. Liga Kobiet und dem Verlierer der Aufstiegsrunde aus den zweiten Ligen wurde am 21. Juni 2006 in Kutno ausgetragen.
|                         | Ergebnis |                            |
| ----------------------- | -------- | -------------------------- |
| AZS PWSZ Biała Podlaska | 6:2      | Stilon Gorzów Wielkopolski |